# Notiphila subnigra
Notiphila subnigra är en tvåvingeart som beskrevs av Nina Krivosheina 1998. Notiphila subnigra ingår i släktet Notiphila och familjen vattenflugor. Arten är reproducerande i Sverige. Inga underarter finns listade i Catalogue of Life.